# 각사수교
조선시대에는 수교들을 승전하여 시행하는 관서에서 등록의 형태로 계속 모아 놓았는데, 이를 일괄하여 정리할 필요성 때문에 편찬된 법전을 ‘집록류라고 한다. 이 종류의 법전으로서 처음 작성된 것이 『각사수교(各司受敎)』이다.

## 구성과 체제
『각사수교』는 서문이나 발문, 목차, 범례 등이 없이 바로 본문만으로 구성되어 있다. 본문은 이조 수교 7, 호조 수교 14, 예조 수교 32, 병조 수교 21, 형조 수교 29, 공조 수교 5, 한성부 수교 15, 장예원 수교 20, 도합 143개 조의 수교가 각 관서별로 시기순으로 나열되어 있다. 육조와 한성부, 장예원에서 받은 수교들을 원문 그대로 모아 놓은 것으로서 원문은 이두가 섞인 당시의 문체로 표기되어 있다.

## 역사적 의의
편찬시기에 관해서는 수록된 수교들을 통해 볼 때, 1571년(선조 4년) 직후에 일차로 1546년(명종 1년)부터 1571년까지의 수교들을 모아 책으로 묶었다가 1636년(인조 14년) 무렵에 승정원에서 주로 명종 연간의 수교들을 모아 필사하고 거기에 추록을 추가하여 책으로 묶은 것으로 보인다. 『각사수교』는 1542년의 『대전후속록』으로부터 1698년(숙종 24년)의 『수교집록』까지 150여년 간 남아 있는 법전 자료로는 유일한 것이라는 점에서, 16세기 후반부터 17세기까지의 법전편찬의 추이를 파악하는 데 중요한 의미를 갖는 법전이라고 할 수 있다.